# Église Saint-Martin-de-Monphélix de Pondaurat
Pour les articles homonymes, voir Église Saint-Martin.
L'église Saint-Martin-de-Monphélix est une église catholique située dans la commune de Pondaurat, dans le département de la Gironde, en France.

## Localisation
L'église est située sur une petite route communale qui relie Pondaurat et Puybarban, au nord de la route départementale D12.

## Historique et description

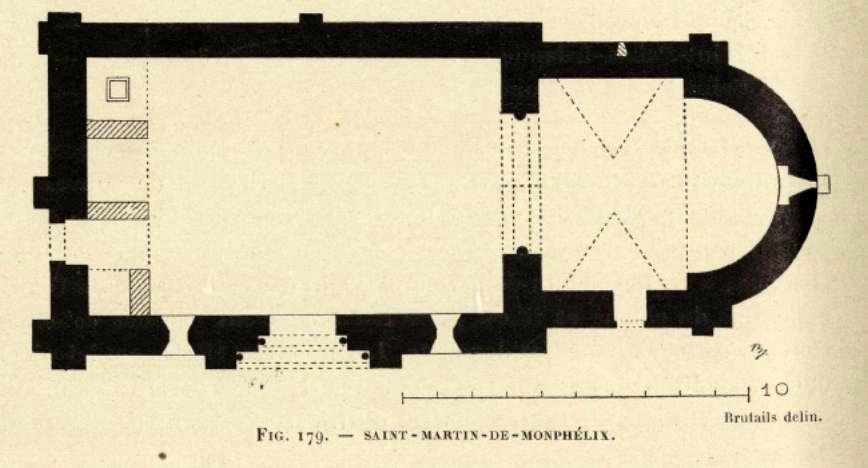
Plan de l'église (Brutails 1912)

L’église Saint-Martin-de-Montphélix, de style roman, est le plus ancien édifice de Pondaurat. Elle  date du XIe siècle et a été en partie reconstruite au XVIIe siècle. L'église est mentionnée dans le cartulaire de La Réole en 1097, quand les deux frères de Loubenx, partant à la Croisade, donnent la moitié de leurs revenus à Auger de Landerron, prieur du monastère de La Réole.
La forme de l'église est très simple : à l'est un chevet semi-circulaire ; une  nef rectangulaire avec porte d'entrée au sud et à l'ouest un clocher-mur. On accède au clocher par un escalier intérieur s'ouvrant au sud par une porte à 1,20 m du sol. Ce mur est épaulé par trois contreforts. Une seule cloche subsiste dans le clocher. La deuxième cloche se trouverait à l'église voisine de Blaignac.
Les murs et abside sont du XIe siècle ; la porte romane historiée, au sud, est du XIIe siècle. Les baies, hautes et étroites, en plein cintre, sont de style roman.

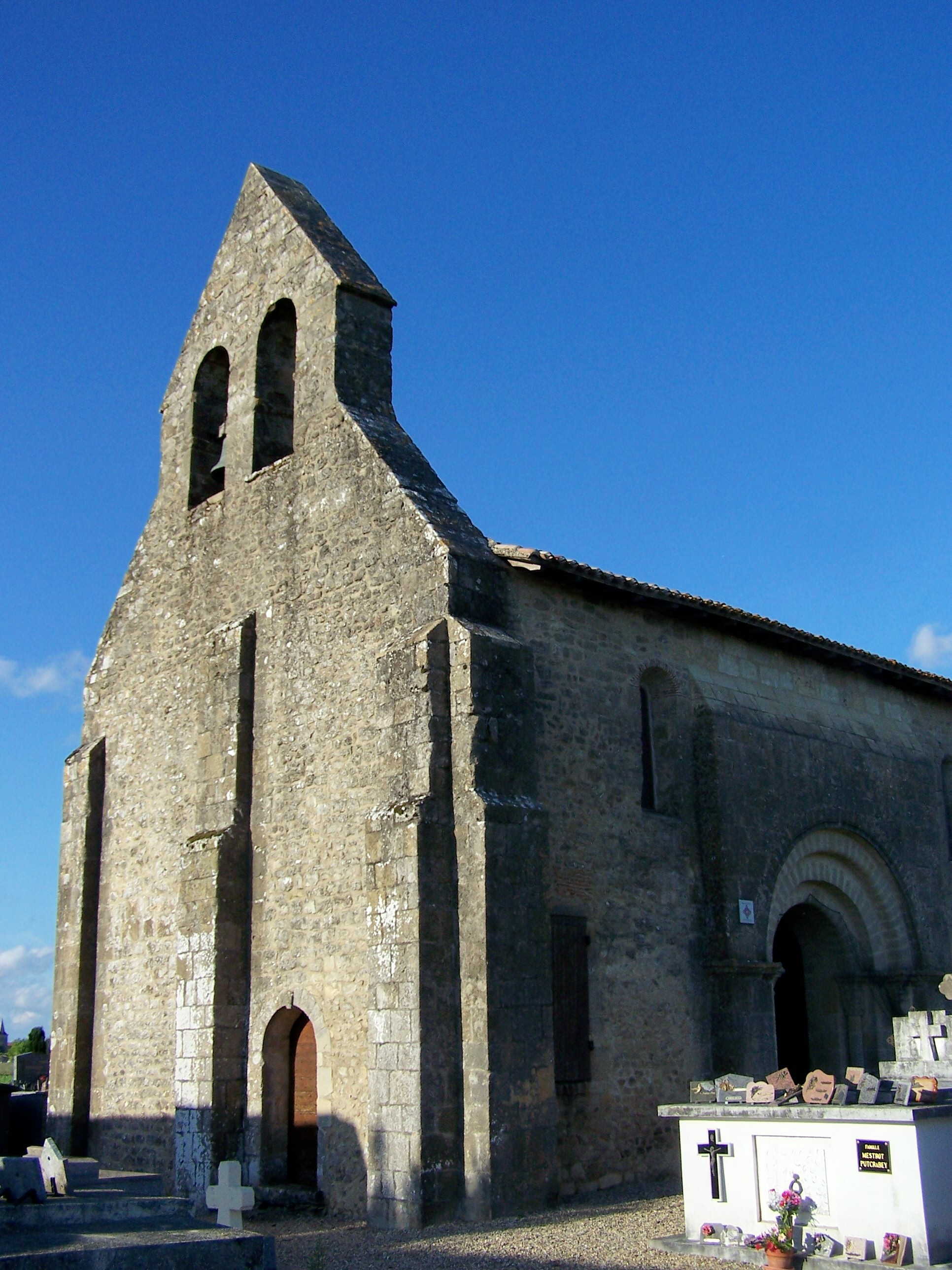
Clocher-mur
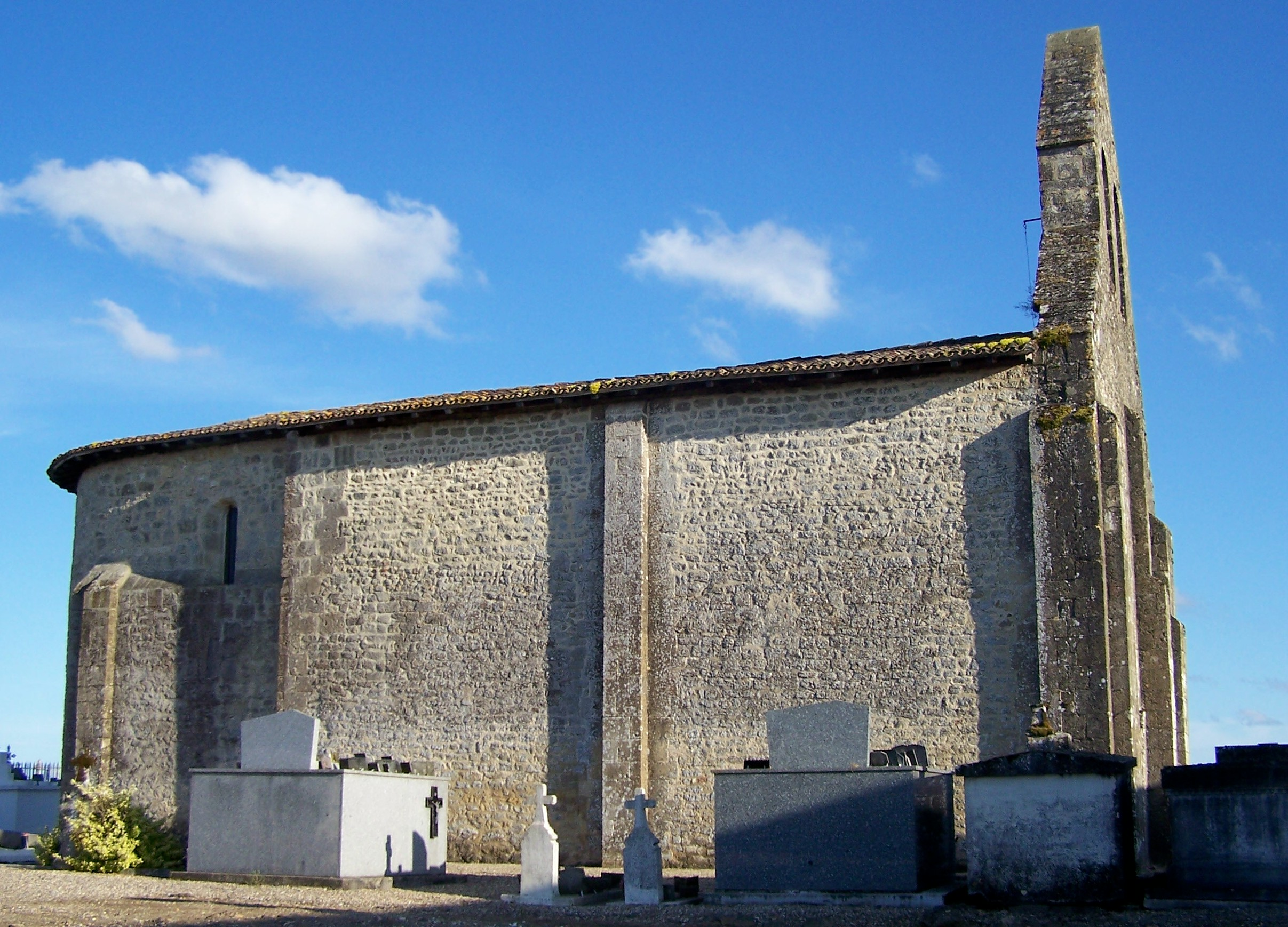
Façade nord
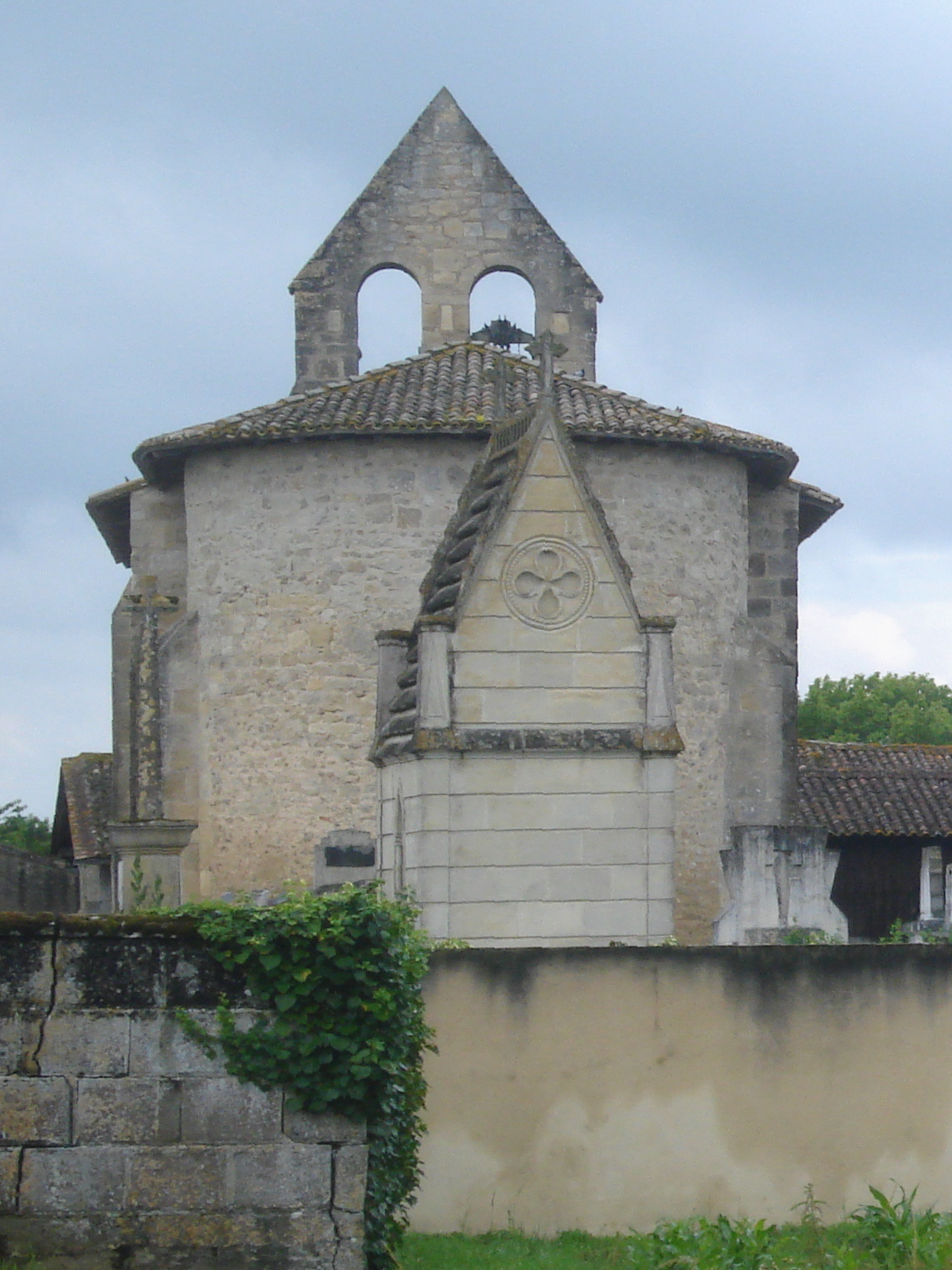
Chevet

Le fond de la nef est divisé en trois compartiments : l'un comporte les fonts baptismaux, l'autre le passage pour la porte occidentale avec probablement le bénitier et celui du milieu est vide. Dans le chœur, on aperçoit des traces de fenêtres romanes au nord, bouchées et remplacées par d'autres dans la surélévation des murs. Le chœur est bien séparé de la nef par un arc triomphal brisé et un mur épais de chaque côté de l'arc. À la retombée de l'arc triomphal, au nord, le chapiteau roman est historié.

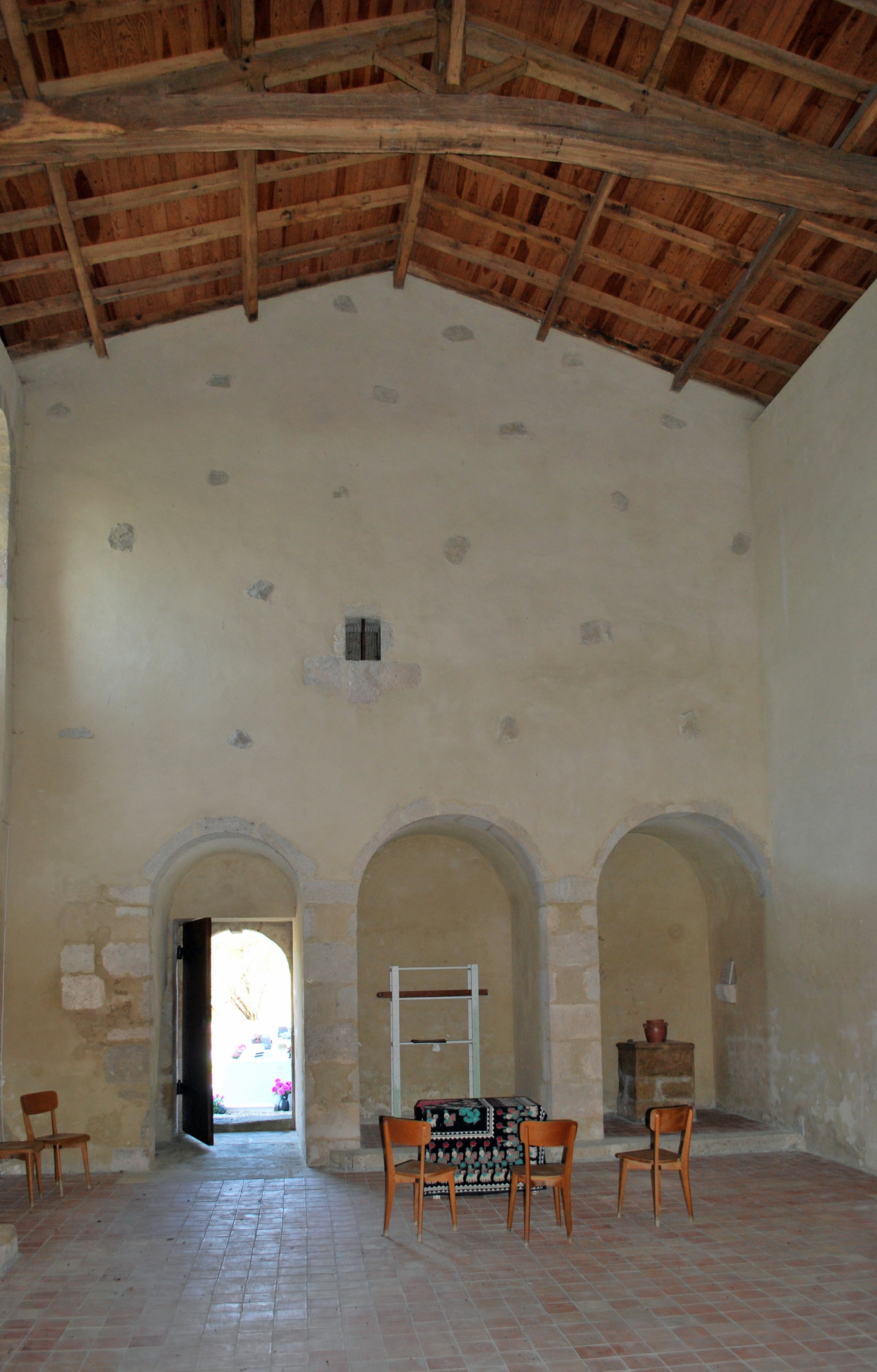
La nef vers l'ouest
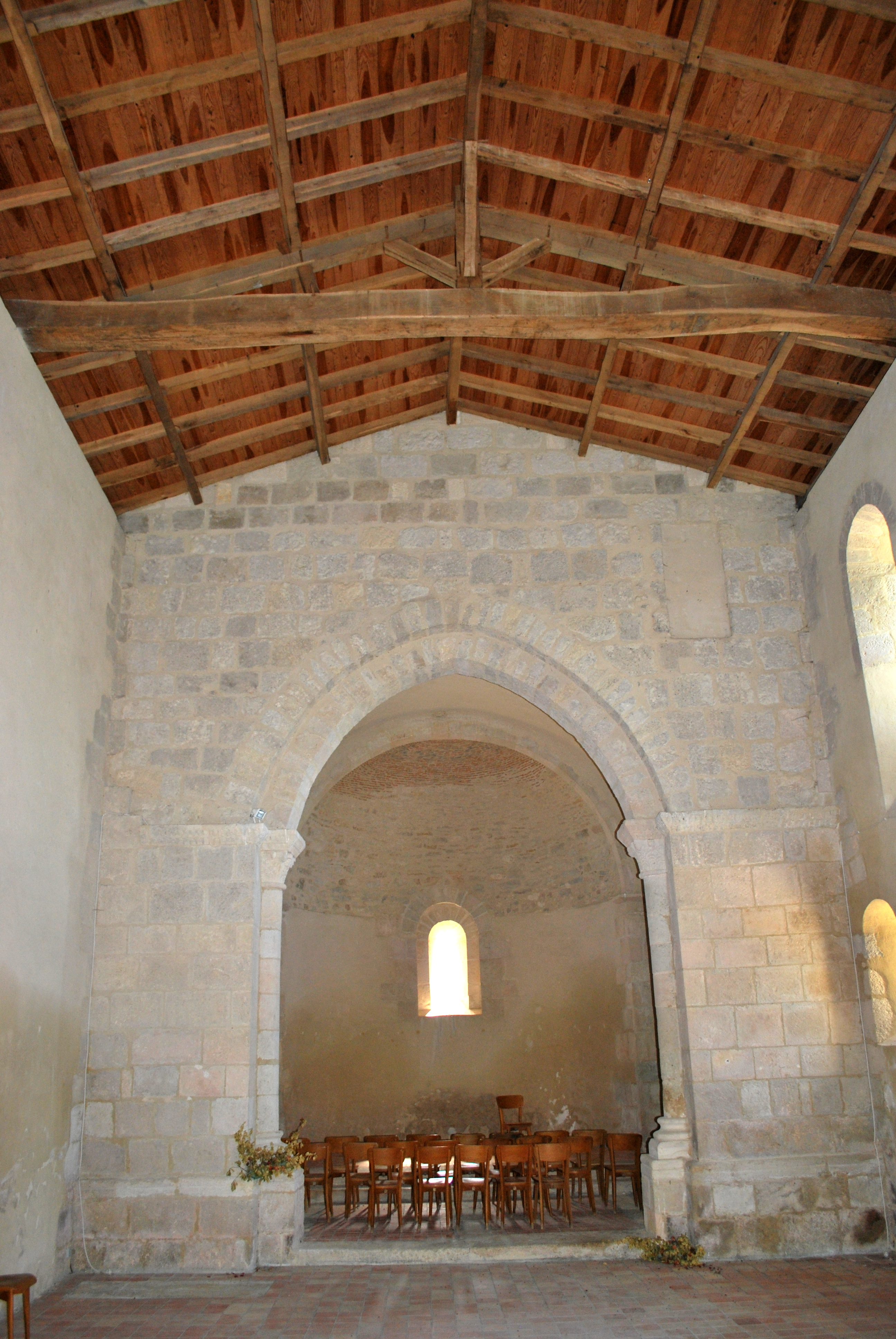
La nef vers l'est
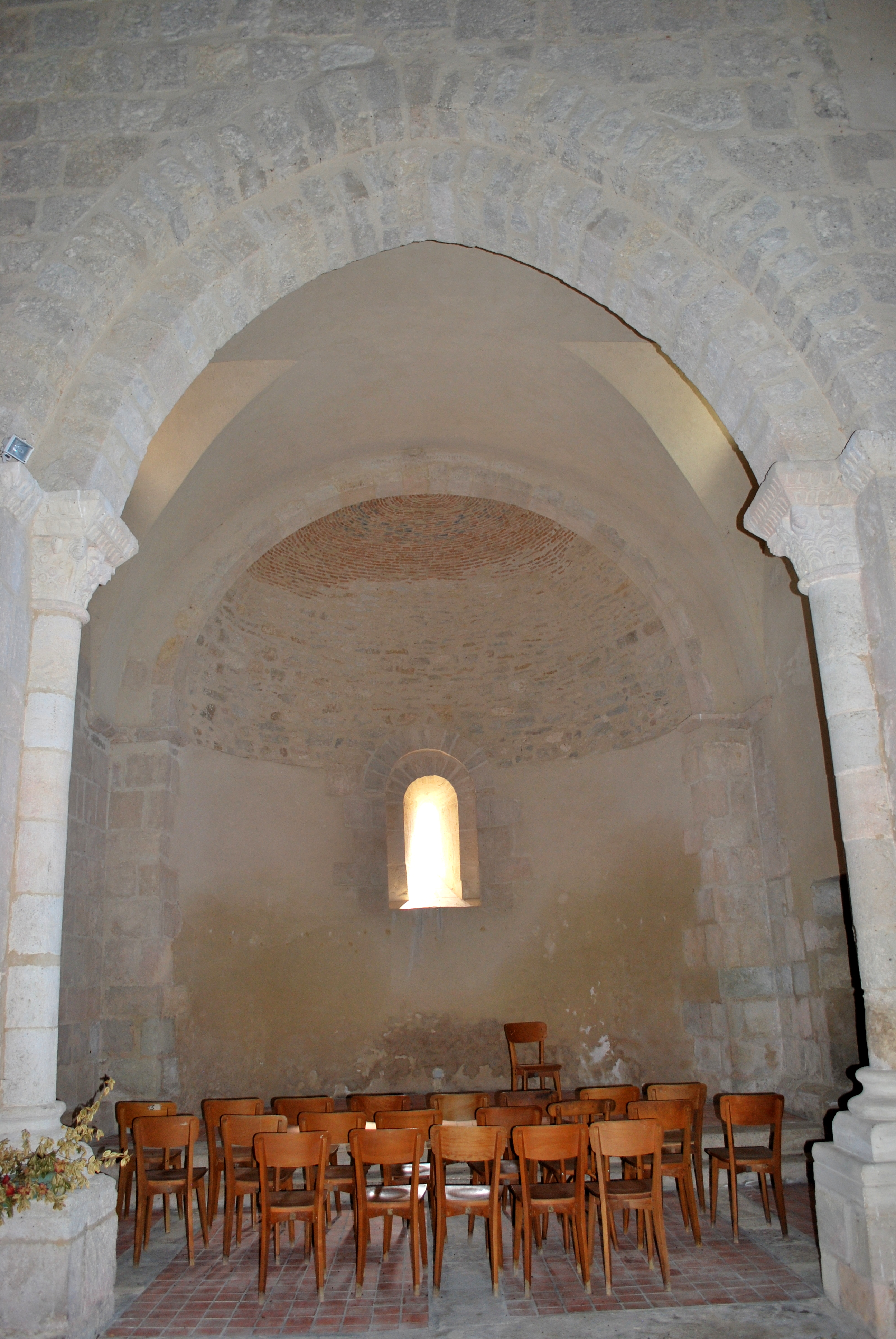
Le sanctuaire

Église paroissiale dès le XIe siècle, elle le reste jusqu’en 1830, date à laquelle le maire de Pondaurat rachète l’église Saint-Antoine attenante au monastère des Antonins et la transforme en église paroissiale. Depuis, l'église Saint-Martin-de-Montphélix ne sert plus au culte. En 1980, le bâtiment est restauré et est utilisé occasionnellement pour des événements culturels.

## Iconographie des chapiteaux romans
À l'extérieur de l'église, les seules sculptures sont les quatre chapiteaux du portail sud, dont deux sont historiés et à l'intérieur, les deux chapiteaux qui supportent l'arc triomphal, dont celui du nord est historié. On ne trouve aucun référence biblique ou signe chrétien dans l'église.
Les trois chapiteaux non-historiés sont assez communs : feuilles d'acanthe, arbre avec fruits, fougères. Le chapiteau historié à l'ouest du portail : deux couples d'oiseaux adossés et s'affrontant sur l'angle de la corbeille, est aussi banal et assez fréquent dans la région. Par contre, les chapiteaux historiés à l'est du portail et au nord de l'arc triomphal sont très surprenants. Le premier est une évocation de l'homosexualité et le deuxième de la pédophilie.
Le portail sud : Les quatre voussures du portail, en plein cintre, sont sans décoration, comme les tailloirs des quatre chapiteaux.
|  |

|  |

L'ébrasure occidentale ; 

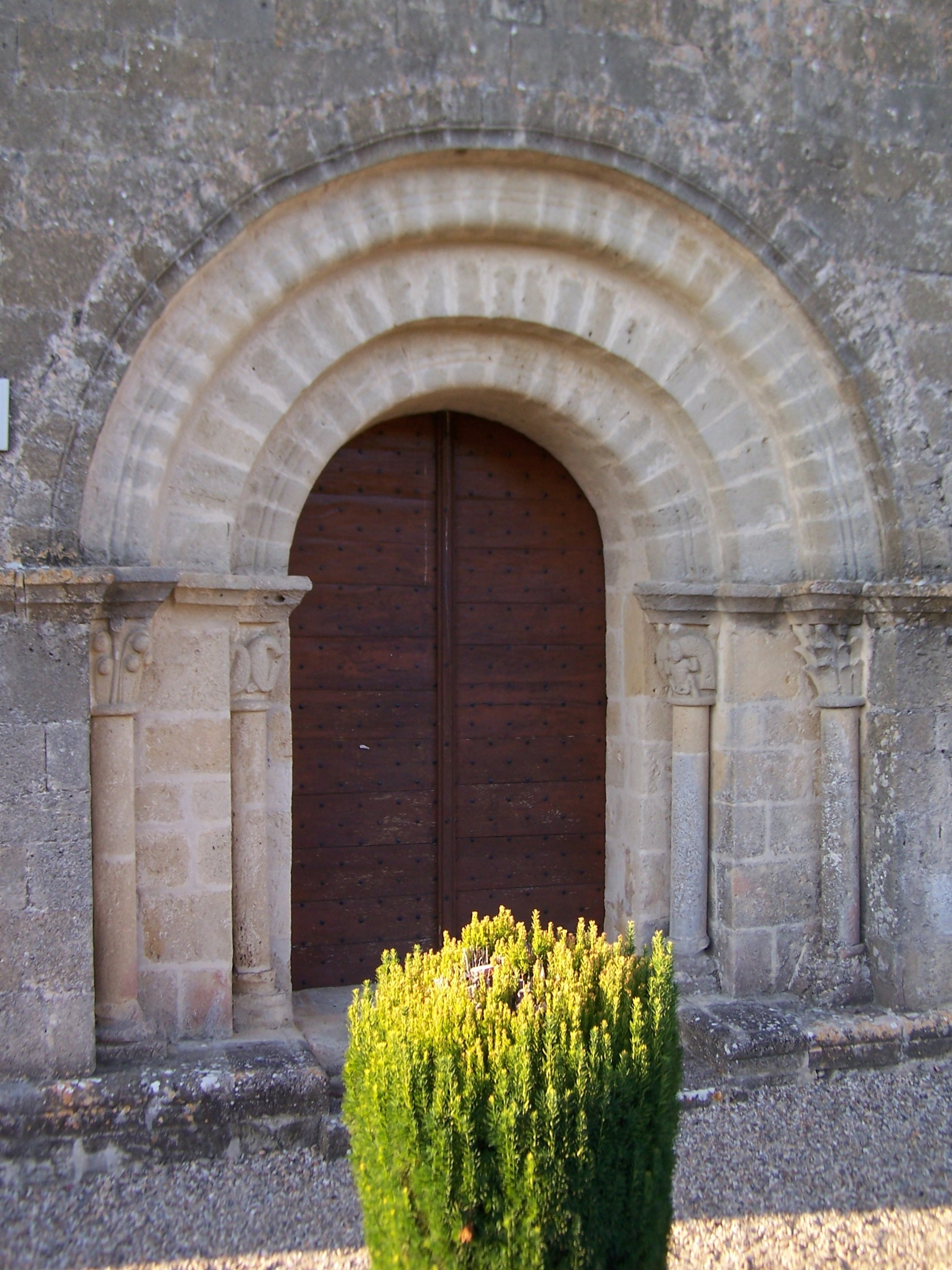
Le portail sud

Chapiteau 1 : La corbeille du chapiteau porte un décor simple de fruits sphériques.
Chapiteau 2 : Deux couples d'oiseaux affrontés.
On voit quatre oiseaux sur la corbeille. Deux sont affrontés sur l'angle et ils sont adossés sur les faces de sorte que toutes les têtes sont accolées aux coins du tailloir. Leurs pattes se rejoignent pour enserrer un fruit sphérique, le fruit de l'Arbre de vie, qui a été à l'origine du Péché originel.
La valeur morale de ces oiseaux est négative et est en corrélation avec son vis-à-vis, le porteur de poisson. Cette composition est assez fréquente en Aquitaine, par exemple à l'intérieur de l'abbaye de Saint-Ferme ou sur le portail de l'église Saint-Cibard de Coutures (il y a également un porteur de poisson).
L'ébrasure orientale
Chapiteau 1 : La corbeille du chapiteau est décorée avec une série de feuilles d'acanthe simples.
Chapiteau 2 : Le pisciphore ou « Porteur de poisson »
Sur l'angle de la corbeille on voit, de dos, un homme nu accroupi. Il s'agit d'un exhibitionniste anal. L'homme porte entre ses bras un énorme poisson, de type salmonidé ou peut-être un esturgeon (qui était péché dans la Garonne voisine). Le poisson est sculpté avec beaucoup de détails : la queue, les écailles et les ouïes. En ce qui concerne l'homme, par la position des jambes, pieds et bras, son corps est vu de dos. Cependant, sa tête a subi une rotation de 180° est elle est vue de face (on peut toujours apercevoir ses yeux et sa coiffure), il est un « homme inverti ». Ce thème, très fréquent parmi les modillons romans, représente une dénonciation de la luxure en général et de l'homosexualité en particulier. De même, l'homme qui porte un poisson, soit entre les bras, soit sur les épaules, était un symbole du pécheur écrasé par le poids de ses péchés. La combinaison des deux représentations est assez rare. Voir l'article Iconographie des modillons romans pour plus de détails sur l'iconographie de l'homme inverti et pour le pisciphore.
L'arc triomphal : 
La décoration des deux tailloirs est identique et simple : deux rangées de palmettes opposées.
|  |

|  |

Le chapiteau sud : 

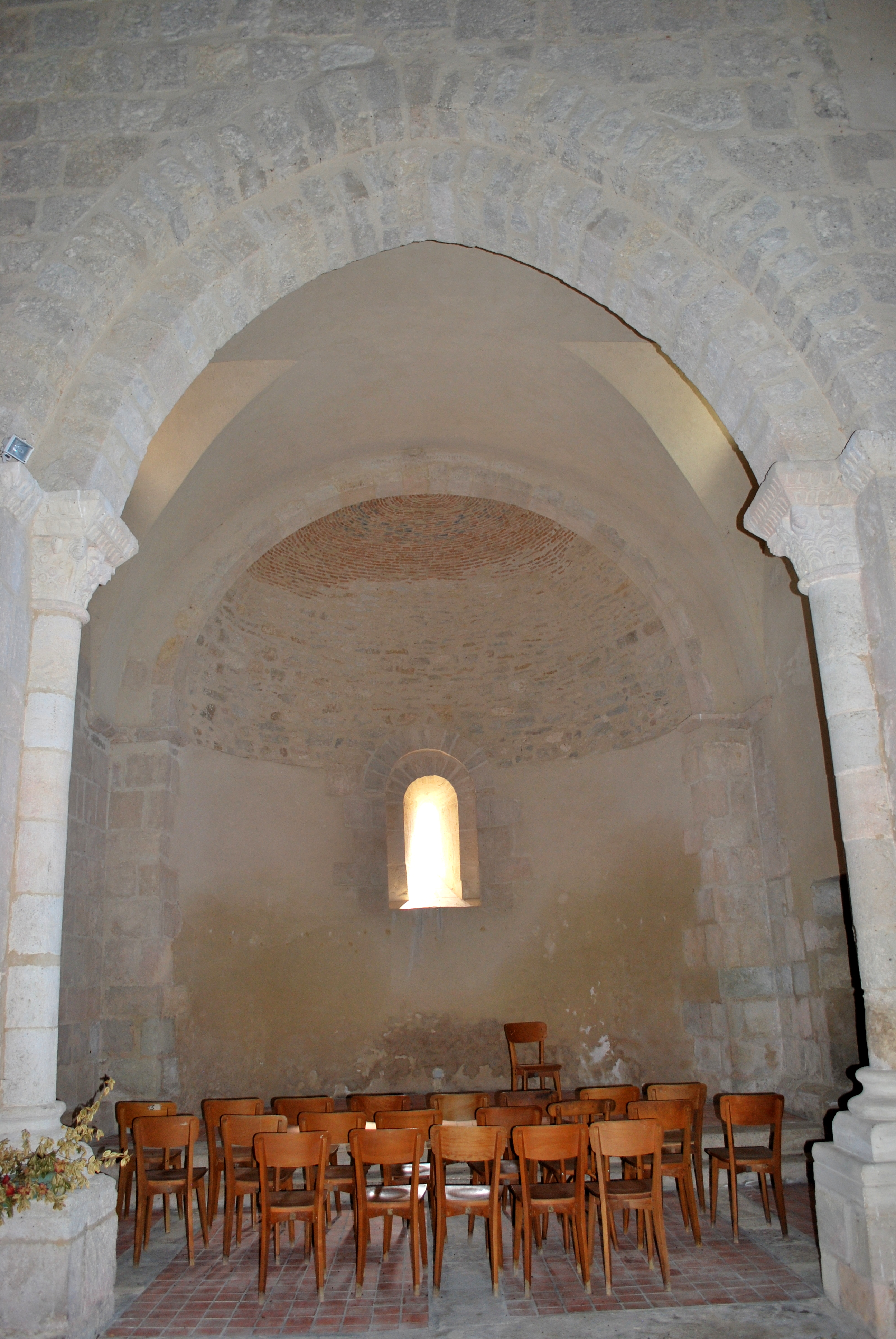
Arc triomphal

Le chapiteau sud de l'arc triomphal est décoré essentiellement de feuillages (fougères ?), mais, aux angles de la corbeille, des masques plus au moins maléfiques surveillent la scène du chapiteau nord.
Le chapiteau nord : 
Les trois faces de la corbeille sont sculptées. Sur la petite face occidentale, en plein vue des fidèles, on trouve cinq tores formant un pentagone avec un sixième au milieu et à gauche de la face, les vestiges d'un arbre ou rinceau. Sur le dé central, un masque humain, au visage paisible, surveille la nef et les fidèles.
Au centre de la face sud se trouve un équidé et une autre créature non-identifiable. Sur le dé central, un anneau d'enchainement est agrippé par la main droite de l'homme qui se trouve sur l'angle oriental de la corbeille.
Cet homme, d'âge mur et au regard hautain, est nu et en érection. Ses testicules et phallus sont de taille disproportionnée. Il tient son pénis de la main gauche.
À son côté, sur la face orientale, on voit un jeune homme vêtu d'une tunique courte, avec une ceinture large, fermée par une boucle carrée. Sa coiffure est celle d'un moine. Sa main gauche tient un objet cylindrique ou une tige. L'avant-bras droit a disparu. Sa main droite est posée sur son ventre.
L'angle et les faces orientales de ces chapiteaux ne peuvent être vus que par les membres du clergé qui officiaient dans le sanctuaire. La leçon de moralité véhiculée par ces chapiteaux leur était donc uniquement destinée. Les quatre chapiteaux animés de l'église ont tous un thème commun : la mise en garde contre la luxure en général et la tentation homosexuelle en particulier. De telles mises en garde (fornication, homosexualité et avarice) pour le clergé ne sont pas exceptionnelles : voir, par exemple, les églises de Beychac, Saint-Sulpice-et-Cameyrac.